# Президентские выборы в Беларуси (1999)
Президентские выборы в Беларуси 1999 года — политическая акция по выборам Президента Республики Беларусь, которая состоялась 16 мая 1999 года.

## Избирательная система
Согласно статье 81 Конституции, Президент избирается сроком на 5 лет и вступает в должность после принесения присяги. Выборы Президента назначаются Палатой представителей после Национального собрания Республики Беларусь не позднее, чем за 5 месяцев, и проводятся в воскресенье не позднее, чем за 2 месяца до истечения срока полномочий действующего Президента.
Согласно статье 80, Президентом может быть избран гражданин Беларуси по рождению, не моложе 35 лет, обладающий избирательным правом и постоянно проживающий в республике не менее 10 лет непосредственно перед выборами. Кандидатом в Президенты не вправе быть гражданин, имеющий судимость.
Согласно статье 64, голосовать на выборах президента имеют право граждане Беларуси, достигшие возраста 18 лет и не находящиеся в местах лишения свободы или на принудительном лечении.

## Предпосылки
После референдума 24 ноября 1996 года в Беларуси сложилась ситуация сосуществования как официальных, так и самопровозглашенных органов власти. Созданный по введённой в действие после референдума поправкам к конституции законный двухпалатный парламент — Национальное собрание — не был признан западным сообществом, а Верховный Совет в лице части депутатского корпуса, избранного в 1995 году, действовал, но потерял возможность выполнять законодательные и представительные функции, так как осуществление его постановлений ничем не обеспечивалось.
Тем не менее Верховный Совет продолжал действовать как признанный Европарламентом законодательный орган. С февраля 1997 года максимальная численность депутатов на заседаниях Верховного Совета не превышала 50 человек, а термин «парламентские сессии» уступил предпочтение более скромному определению — «депутатские собрания».
Продолжая выполнять Конституцию 1994 года, Верховный Совет не признал продления полномочий Александра Лукашенко на два года (согласно введённым в действие поправкам 1996 года к Конституции президентский срок отсчитывался с 1996 года сроком на пять лет). Таким образом, по убеждению Верховного Совета, полномочия президента заканчивались 20 июля 1999 года. На этом основании депутаты Верховного Совета назначили президентские выборы на 16 мая 1999 года.

## Ход событий

### Назначение
10 января 1999 года состоялось заседание 43 бывших депутатов Верховного Совета Республики Беларусь 13 созыва, верных оригинальной Конституции 1994 года. В соответствии с этой Конституцией, срок полномочий президента Лукашенко заканчивался 20 июля 1999 года. Бывшие депутаты приняли решение о проведении выборов президента Республики Беларусь 16 мая 1999 года. Для организации и проведения выборов Верховный Совет назначил состав альтернативного Центризбиркома во главе с Виктором Гончаром. Предполагалось, что Центризбирком организует полноценную процедуру выборов — от создания избирательных комиссий на местах до момента голосования.

### Выдвижение кандидатов
13 февраля Сейм Белорусского народного фронта выдвинул лидера партии Зенона Позняка (на тот момент уже находившегося за рубежом) в качестве кандидата в президенты.
1 марта Михаил Чигирь, бывший премьер-министр, беспартийный, впервые заявил на пресс-конференции о выдвижении своей кандидатуры в качестве кандидата в президенты. В этот же день на заседании альтернативного Центризбиркома были зарегистрированы инициативные группы Михаила Чигиря и Зенона Позняка.
29 марта на пресс-конференции, прошедшей в штабе М. Чигиря, им было заявлено, что в его поддержку собрано и передано в альтернативный Центризбирком 132,038 подписей, необходимых для официальной регистрации кандидата на президентских выборах. По словам зампредседателя БНФ Левона Борщевского, в альтернативную Центральную избирательную комиссию в поддержку Зенона Позняка были переданы 114 тысяч подписей.
31 марта в Минске состоялась торжественная церемония регистрации кандидатов в президенты Михаила Чигиря и Зенона Позняка. Виктор Гончар вручил удостоверения кандидатов в президенты главе предвыборного штаба Михаила Чигиря В. Шлындикову и одному из заместителей Зенона Позняка С. Попкову. (Михаил Чигирь с 30 марта находился под арестом, Зенон Позняк с 1996 года в политической эмиграции). На мероприятии присутствовало около двухсот журналистов, политических деятелей, иностранных наблюдателей и представителей общественности.

### Организация и проведение
На первом заседании альтернативного ЦИК 16 января 1999 года было принято решение, что финансирование избирательной кампании в связи с невозможностью использовать бюджетные средства будет осуществляться за счёт добровольных пожертвований. Были установлены сроки сбора подписей за выдвиженцев и формирования избирательных комиссий.
24 февраля глава ЦИК Виктор Гончар сообщил о создании территориальных — областных и районных — избирательных комиссий, куда вошло по разным оценкам от 2 до 14 (по подсчетам Александра Федуты — 35) тысяч человек. Списки их членов были разосланы по всем исполкомам.
27 апреля, после встречи представителей Позняка Л. Борщевского, С. Попкова, Ю. Беленького и Ю. Ходыко с Виктором Гончаром, Белорусский народный фронт распространил заявление о возможности замены руководства альтернативного ЦИК. В заявлении была высказана обеспокоенность небольшой активностью работы комиссии в период после 31 марта, и отмечено, что такая ситуация может привести к срыву выборов. В дальнейшем представители БНФ прямо обвинили ЦИК и его главу в фальсификациях.
Альтернативные выборы президента проходили с 6 по 16 мая. Они проходили без стационарных участков, без составления списков избирателей, путём переноса урн по квартирам. Избирателям разрешалось сохранять инкогнито и даже не предъявлять паспорт.
По данным альтернативного Центризбиркома, из семи с половиной миллионов избирателей Беларуси за первые три дня участие в выборах приняли свыше одного миллиона человек. Через день ЦИК сообщил, что проголосовали 1,722,042 гражданина, на следующий день — около двух с половиной миллионов, или 30 %.
После начала голосования Зенон Позняк снял свою кандидатуру на основании «многочисленных нарушений» со стороны главы ЦИК Виктора Гончара протяжении подготовки и проведения избирательной кампании. После этого выборы окончательно потеряли смысл, а решение Позняка вызвало критику части партийцев и в дальнейшем раскол БНФ.
К 15 мая в досрочном голосовании на дому якобы приняли участие 48,7 процента избирателей, хотя из-за массовых арестов и вывода БНФ своих представителей из избирательных комиссий во многих областях выборы фактически прекратились.

### Опросы общественного мнения
| Политик           | Открытый опрос, % | Открытый опрос, % | Открытый опрос, % | Открытый опрос, % | Открытый опрос, % | Открытый опрос, % | Открытый опрос, % |
| Политик           | Ноябрь 1997       | Сентябрь 1998     | Март 1999         | Июль 1999         | Ноябрь 1999       | Апрель 2000       | Июнь 2000         |
| ----------------- | ----------------- | ----------------- | ----------------- | ----------------- | ----------------- | ----------------- | ----------------- |
| Участники выборов |                   |                   |                   |                   |                   |                   |                   |
| Чигирь            |                   | 0,1               | ▲2,5              | ▲4,9              | ▼3,7              | ▼3,1              | ▼2,7              |
| Позняк            | 2,2               | ▼1,3              | ▲2,6              | ▲4,1              | ▼2,6              | ▼1,7              | ▼1,1              |
| Другие политики   |                   |                   |                   |                   |                   |                   |                   |
| Лукашенко         | 44,3              | ▲52,2             | ▼46,0             | ▼45,0             | ▼38,4             | ▼33,3             | ▲33,6             |
| Кебич             | 1,3               | ▼0,7              | ▲1,9              | ▼0,1              | ▲0,4              | ▼0,3              |                   |
| Богданкевич       | 0,3               | ▲0,5              | ▼0,3              | ▼0,1              | ▲0,3              | ▲1,4              | ▼1,0              |
| Гайдукевич        | 0,1               |                   |                   | 0,1               | ▲0,3              |                   |                   |
| Шушкевич          | 2,4               | ▼1,0              | ▲1,5              | ▲1,7              | ▲2,7              | ▼2,4              | ▼2,1              |
| Калякин           | 0,1               | 0,1               |                   | 0,1               | ▲0,2              | ▲0,5              |                   |

### Итоги выборов
Предварительные итоги были подведены 17 мая. По словам пресс-секретаря Центризбиркома Александра Коктыша, в голосовании приняли участие 53,02 % избирателей (4,007,379 человек).
На пресс-конференции 19 мая председатель альтернативного Центризбиркома Виктор Гончар подвел итоги кампании. Было озвучено, что выборы состоялись, явка составила 53,02 %. При этом выборы были признаны недействительными из-за нарушений, допущенных в ходе голосования. Никто из кандидатов не набрал более 50 % голосов избирателей, но лидировал Позняк. Точные же данные о том, сколько голосов набрал каждый кандидат, оглашены не были (Гончар назвал их юридически ничтожными). На обвинения председателя официального ЦИК Лидии Ермошиной в фальсификации явки Виктор Гончар ответил:
Госпожа Ермошина может взять калькулятор и просчитать нормо-часы и убедиться, что цифра результатов является точной, объективной. Только безупречность итогов даст нам моральное, политическое и профессиональное право использовать итоги голосования.
Одновременно Гончар признал, что альтернативные выборы были прежде всего политической кампанией, целью которой было оповещение как можно большего количества людей об окончании легитимности президента Лукашенко 21 июля 1999 года. По поводу недоверия к приведённым цифрам глава ЦИК сказал: «Приемы политической борьбы должны быть адекватны существующей власти». По мнению Гончара, если власть аморальна, бороться с ней можно таким же способом.

## Реакция властей
Первоначально власти официально никак не отреагировали на деятельность «параллельного ЦИКа». Глава официального ЦИКа Лидия Ермошина, назначенная на этот пост президентом Лукашенко в 1996 году, не видит каких-либо причин считать «комиссию Гончара» структурой, угрожающей безопасности государства. Ту же позицию заняло Министерство юстиции, по мнению которого деятельность группы бывших парламентариев можно расценивать так же, как деятельность любой общественной организации: они принимают решения, которые сами же и будут исполнять. Однако Генеральная прокуратура заранее — ещё 7 января — предупредила экс-депутатов о том, что подобная деятельность может расцениваться как попытка государственного переворота.
Во время подготовки и проведения выборов задержаны, предупреждены, оштрафованы, избиты, арестованы, объявлены в розыск полторы тысячи человек. 1 марта Ленинский суд Минска признал всех членов альтернативного ЦИК виновными в проведении «несанкционированного собрания» и приговорил к различным срокам ареста, штрафам.
30 марта в Минске один из двух кандидатов Михаил Чигирь был задержан на трое суток для дачи показаний по уголовному делу, возбужденному против него по ст. 91 УК РБ «Хищение в особо крупных размерах». 2 апреля срок содержания под стражей продлен до 10 дней, а 8 апреля белорусскими правоохранительными органами принято решение о задержании на 3 месяца кандидата в президенты на запрещенных властями выборах Михаила Чигиря. Уголовное дело заведено по факту выдачи в 1994 году «Белагропромбанком», в котором тогда председательствовал Чигирь, кредитов. Правозащитная организация «Международная амнистия» объявила Михаила Чигиря Узником Совести.

## Оценки
Ещё во время проведения кампании она подвергалась серьёзной критике, в том числе внутри оппозиции. Негативно отнеслись к намеченным выборам воздержавшиеся от участия в них Геннадий Карпенко, Семен Домаш и Сергей Калякин. Александр Лукашенко высказался по этому поводу так: «Когда они организовать пытались выборы и на эти выборы из 11 миллионов пришли аж 15 тысяч, с учетом фальсификации. Но было заявлено: пришли 4 миллиона». Данные явки «подпольного» ЦИК ставились под сомнение не только правящим режимом, но и значительными кругами оппозиции.
Многие упрекали главу ЦИК в том, что его действия в результате раскололи и ослабили белорусскую оппозицию, увели её от реальной борьбы в виртуальное пространство. Михаил Чигирь: «Шансов на победу действительно не было. И той поддержки со стороны России, о которой говорили Шарецкий и Гончар, не было. Это был блеф».
Тем не менее, некоторые политики оценивают кампанию положительно. Станислав Шушкевич: «Это была хорошая акция. Вырастали люди на местах, формировались комиссии. Была активность, была форма работы. Сейчас у нас таких новых форм работы мало… А много тех, кто любит критиковать со стороны. Но когда нужно повесить колокольчик на хвост тигру, никого нет! Какая акция после этих выборов была лучше, интереснее?» Михаил Чигирь: «Если бы её не было, то, вполне возможно, сложившаяся в Беларуси ситуация была бы принята мировым сообществом уже тогда».

### Международная реакция
Находившийся с 15 по 18 мая с визитом в Беларуси руководитель рабочей группы Парламентской ассамблеи ОБСЕ по Беларуси Адриан Северин на итоговой пресс-конференции заявил: «Из-за ряда препятствий данной кампании не ожидалось, что выборы 16 мая 1999 года будут соответствовать стандартам ОБСЕ. Тем не менее они составляют важный шаг в направлении необходимого политического диалога между правительством и оппозицией. Независимо от немедленных результатов этой политической кампании, её уроки будут поняты всеми».
Чрезвычайный и Полномочный Посол США в Беларуси Дэниэл Спекхард, касаясь проведения президентских выборов 16 мая, заявил, что «правительство США рассматривает их как выражение белорусской оппозицией своего желания добиться укрепления демократических институтов и как желание начать диалог с белорусской общественностью». Спекхард выразил надежду, что белорусские власти воспользуются этой возможностью для того, чтобы начать с оппозицией позитивный диалог, и призвал не рассматривать эти выборы как «повод для проявления политики устрашения в отношении к оппозиции».
Совет министров ЕС очень осторожно прокомментировал прошедшие по инициативе оппозиции президентские выборы. Позиция Евросоюза по этому вопросу выражена кратко: «Совет министров принимает к сведению информацию о выборах президента 16 мая в Беларуси. Он твердо убежден в том, что белорусский народ должен иметь возможность выражать своё мнение демократическим путём по политическим и конституционно-правовым вопросам, с которыми столкнулась Беларусь». Основное требование Европейского союза в этой связи носит скорее правозащитный характер. Евросоюз настаивает на немедленном освобождении из-под стражи Михаила Чигиря.

## Последствия
По сути, попытка провести выборы стала политической акцией, которая показала, что существует необходимость преобразований общества на основании Конституции 1994 года. Произошла активизация белорусского общества и качественные изменения в демократической оппозиции.
Осенью 1999 года кризис, возникший после высказываний Зенона Позняка в адрес председателя ЦИК Виктора Гончара, закончился расколом БНФ на две структуры: партию БНФ под руководством Винцука Вечёрко и Консервативно-христианской партии — БНФ З. Позняка.
Деятельность самого Верховного Совета была дезорганизована отъездом его председателя Семёна Шарецкого в Литву. Исполнять обязанности председателя взялся Виктор Гончар, но его исчезновение в сентябре 1999 года фактически положило конец деятельности Верховного Совета.
21 августа 1999 года депутаты Верховного Совета, верные Конституции 1994 года, назначили Семена Шарецкого исполняющим обязанности Президента Республики Беларусь.